# Shimizu S-Pulse
Lo Shimizu S-Pulse (清水エスパルス?, Shimizu Esuparusu) è una società calcistica giapponese con sede nella città di Shizuoka. Milita nella J2 League, la seconda divisione del campionato giapponese. Dal 2025 milita in J1 League, la massima divisione giapponese.
In origine il club si chiamava Shimizu FC, ma nel giro di un paio di mesi dalla sua fondazione (avvenuta nel 1991) il nome venne cambiato in Shimizu S-Pulse. Il nome S-Pulse deriva dalla combinazione della lettera S (iniziale di Shizuoka, Shimizu e soccer) con la parola inglese Pulse (impulso, in italiano).

## Storia

### Introduzione
Fondato nel 1991, lo S-Pulse è divenuta una delle compagini più competitive nel calcio del sol levante. Nella sua breve storia, infatti, la squadra di Shimizu ha vinto tutte le coppe nazionali ed è anche riuscita ad aggiudicarsi la Coppa delle Coppe asiatica. Nella bacheca del club manca ancora il titolo di campione del Giappone, solo sfiorato nel 1999.

### Nella J. League (1992-1993)
Nel 1992, lo S-Pulse esordisce nella Coppa Yamazaki Nabisco, superando in semifinale il Nagoya Grampus Eight. Il sogno di vincere la coppa si infrange, però, in finale contro il Verdy Kawasaki.
Nel 1993, diventa uno dei dieci club fondatori della J. League, chiudendo il girone di andata al quarto posto e quello di ritorno al secondo. Ancora una volta la squadra raggiunge la finale di Coppa J. League, in cui viene ancora battuta dal Verdy Kawasaki.

### Fine anni Novanta (1994-1999)
La stagione 1994 è interlocutoria, mentre quella del 1995 rappresenta un disastro sportivo: il club non riesce a essere protagonista in nessuna competizione a cui prende parte.
Nel 1996 arriva il primo successo per lo S-Pulse: nella finale di Coppa J. League, dopo aver sconfitto in semifinale il Bellmare Hiratsuka per 5-0, il club supera ai rigori il Verdy Kawasaki, dopo il 3-3 dei tempi regolamentari.
Il 1997 e il 1998 vedono dei miglioramenti in campionato rispetto alle stagioni precedenti, ma ancora una volta sono le coppe a dare al club le soddisfazioni più grandi: lo S-Pulse arriva alla final della Coppa dell'Imperatore nel 1998, ma perde 2-1 contro lo Yokohama Flügels.
Il 1999 inizia con la prima apparizione dello S-Pulse nella Supercoppa del Giappone, persa però per 2-1. In campionato, la squadra di Shimizu raggiunge la finale, in cui deve affrontare il Júbilo Iwata. Le sfide di andata e ritorno si concludono in perfetto equilibrio (una vittoria per 2-1 a testa), ma a prevalere è il Jubilo Iwata ai rigori.

### Il nuovo millennio
Nel 2000, ultimo anno del secondo millennio, lo S-Pulse vince la Coppa delle Coppe asiatica e nel 2001 si aggiudica la Coppa dell'Imperatore. Nello stesso anno, il club porta a casa pure una Supercoppa del Giappone, vinta anche nella stagione successiva. I ripetuti successi in coppa mascherano, però, l'incapacità della squadra di essere competitiva in campionato.
Dal 2003 al 2014, lo S-Pulse colleziona nelle coppe nazionali sei semifinali, oltre a due finali di Emperor's Cup, perse per 2-1 contro l'Urawa Red Diamonds e il Kashima Antlers, e due di J League Cup. 

### Declino e ascesa
La stagione 2015 si conclude con la storica retrocessione del club, classificatosi al diciassettesimo posto, in seconda divisione. L'anno seguente, sotto la guida tecnica di Shinji Kobayashi, riesce a riconquistare la massima serie, concludendo il campionato sul secondo gradino del podio. Il ritorno in J1 League, tuttavia, non regala alla squadra di Shizuoka gli antichi fasti: in sei anni riesce a raggiungere un'unica semifinale in Coppa dell'Imperatore e colleziona piazzamenti deludenti in campionato. L'epilogo è la seconda retrocessione in cadetteria, ottenuta nel 2022.
Dopo il quarto posto del 2023, al termine della stagione 2024 il club festeggia nuovamente la promozione in massima serie in virtù del trionfo in J2 League.

## Strutture

### Stadio
Lo stadio dello S-Pulse è il Nihondaira Sports Stadium di Shimizu, che può ospitare fino a 20.339 spettatori. La ridotta capienza dell'impianto ha talvolta obbligato la società a disputare gli incontri in stadi più grandi.

## Colori e simboli
Il coniglio Palchan è la mascotte della squadra e ha il compito di intrattenere il pubblico con coreografie e balli acrobatici prima della partita e durante l'intervallo della stessa. Questo personaggio è stato ideato da Guy Gilchrist, un cartoonist professionista. Il nome della mascotte deriva da pal, "amico" in inglese, e chan, un suffisso affettuoso molto usato in Giappone. Lo S-Pulse ha anche un gruppo di cheerleader chiamato Orange Wave, "onda arancione" in italiano.

## Il marchio "S-Pulse"
A Shizuoka e nelle sue immediate vicinanze ci sono quattro negozi ufficiali che vendono prodotti legati al club. Gli store, denominati S-Pulse Dream House, oltre al merchandising si occupano della vendita dei biglietti per le partite della squadra e hanno aree dedicate alla trasmissione in diretta televisiva delle gare in trasferta.

## Allenatori
| N. |                     | Ruolo | Calciatore               |
| -- | ------------------- | ----- | ------------------------ |
| 1  | Giappone (bandiera) | P     | Yūya Ōki                 |
| 3  | Giappone (bandiera) | D     | Yūji Takahashi           |
| 4  | Giappone (bandiera) | D     | Sōdai Hasukawa           |
| 5  | Giappone (bandiera) | D     | Kengo Kitazume           |
| 6  | Giappone (bandiera) | C     | Kōta Miyamoto            |
| 7  | Brasile (bandiera)  | A     | Capixaba                 |
| 8  | Giappone (bandiera) | C     | Kazuki Kozuka            |
| 11 | Giappone (bandiera) | C     | Hikaru Nakahara          |
| 14 | Giappone (bandiera) | D     | Reon Yamahara            |
| 15 | Giappone (bandiera) | A     | Kanta Chiba              |
| 16 | Giappone (bandiera) | P     | Tōgo Umeda               |
| 17 | Giappone (bandiera) | C     | Masaki Yumiba            |
| 18 | Giappone (bandiera) | A     | Sena Saitō               |
| 19 | Giappone (bandiera) | C     | Kai Matsuzaki            |
| 20 | Giappone (bandiera) | P     | Ryōya Abe                |
| 21 | Giappone (bandiera) | C     | Shin'ya Yajima           |
| 22 | Giappone (bandiera) | D     | Takumu Kemmotsu          |
| 23 | Giappone (bandiera) | A     | Kōya Kitagawa (capitano) |
| 25 | Brasile (bandiera)  | D     | Mateus Brunetti          |
| 27 | Giappone (bandiera) | A     | Riku Gunji               |

| N. |                     | Ruolo | Calciatore               |
| -- | ------------------- | ----- | ------------------------ |
| 28 | Giappone (bandiera) | D     | Yutaka Yoshida           |
| 29 | Bulgaria (bandiera) | A     | Ahmed Ahmedov            |
| 30 | Giappone (bandiera) | P     | Tomotarō Sasaki          |
| 33 | Giappone (bandiera) | A     | Takashi Inui             |
| 36 | Giappone (bandiera) | C     | Zento Uno                |
| 37 | Giappone (bandiera) | C     | Rinsei Ōhata             |
| 39 | Giappone (bandiera) | D     | Haruto Hidaka            |
| 41 | Giappone (bandiera) | C     | Kento Haneda             |
| 42 | Giappone (bandiera) | C     | Yūji Doi                 |
| 43 | Giappone (bandiera) | C     | Ryōta Hariu              |
| 44 | Giappone (bandiera) | D     | Keigo Iwanaga            |
| 45 | Giappone (bandiera) | D     | Takeru Iwao              |
| 47 | Giappone (bandiera) | C     | Yūdai Shimamoto          |
| 49 | Giappone (bandiera) | C     | Sean Kotake              |
| 55 | Giappone (bandiera) | C     | Motoki Nishihara         |
| 66 | Giappone (bandiera) | D     | Jelani Reshaun Sumiyoshi |
| 70 | Giappone (bandiera) | D     | Sen Takagi               |
| 71 | Giappone (bandiera) | P     | Yūi Inokoshi             |
| 98 | Brasile (bandiera)  | C     | Matheus Bueno            |
| 99 | Brasile (bandiera)  | A     | Douglas Tanque           |

| N. |                     | Ruolo | Calciatore               |
| -- | ------------------- | ----- | ------------------------ |
| 1  | Giappone (bandiera) | P     | Yūya Ōki                 |
| 3  | Giappone (bandiera) | D     | Yūji Takahashi           |
| 4  | Giappone (bandiera) | D     | Sōdai Hasukawa           |
| 5  | Giappone (bandiera) | D     | Kengo Kitazume           |
| 6  | Giappone (bandiera) | C     | Kōta Miyamoto            |
| 7  | Brasile (bandiera)  | A     | Capixaba                 |
| 8  | Giappone (bandiera) | C     | Kazuki Kozuka            |
| 11 | Giappone (bandiera) | C     | Hikaru Nakahara          |
| 14 | Giappone (bandiera) | D     | Reon Yamahara            |
| 15 | Giappone (bandiera) | A     | Kanta Chiba              |
| 16 | Giappone (bandiera) | P     | Tōgo Umeda               |
| 17 | Giappone (bandiera) | C     | Masaki Yumiba            |
| 18 | Giappone (bandiera) | A     | Sena Saitō               |
| 19 | Giappone (bandiera) | C     | Kai Matsuzaki            |
| 20 | Giappone (bandiera) | P     | Ryōya Abe                |
| 21 | Giappone (bandiera) | C     | Shin'ya Yajima           |
| 22 | Giappone (bandiera) | D     | Takumu Kemmotsu          |
| 23 | Giappone (bandiera) | A     | Kōya Kitagawa (capitano) |
| 25 | Brasile (bandiera)  | D     | Mateus Brunetti          |
| 27 | Giappone (bandiera) | A     | Riku Gunji               |

| N. |                     | Ruolo | Calciatore               |
| -- | ------------------- | ----- | ------------------------ |
| 28 | Giappone (bandiera) | D     | Yutaka Yoshida           |
| 29 | Bulgaria (bandiera) | A     | Ahmed Ahmedov            |
| 30 | Giappone (bandiera) | P     | Tomotarō Sasaki          |
| 33 | Giappone (bandiera) | A     | Takashi Inui             |
| 36 | Giappone (bandiera) | C     | Zento Uno                |
| 37 | Giappone (bandiera) | C     | Rinsei Ōhata             |
| 39 | Giappone (bandiera) | D     | Haruto Hidaka            |
| 41 | Giappone (bandiera) | C     | Kento Haneda             |
| 42 | Giappone (bandiera) | C     | Yūji Doi                 |
| 43 | Giappone (bandiera) | C     | Ryōta Hariu              |
| 44 | Giappone (bandiera) | D     | Keigo Iwanaga            |
| 45 | Giappone (bandiera) | D     | Takeru Iwao              |
| 47 | Giappone (bandiera) | C     | Yūdai Shimamoto          |
| 49 | Giappone (bandiera) | C     | Sean Kotake              |
| 55 | Giappone (bandiera) | C     | Motoki Nishihara         |
| 66 | Giappone (bandiera) | D     | Jelani Reshaun Sumiyoshi |
| 70 | Giappone (bandiera) | D     | Sen Takagi               |
| 71 | Giappone (bandiera) | P     | Yūi Inokoshi             |
| 98 | Brasile (bandiera)  | C     | Matheus Bueno            |
| 99 | Brasile (bandiera)  | A     | Douglas Tanque           |

| J1 League 2025 | J1 League 2025 |
| --- | -------------- |
| Albirex Niigata · Avispa Fukuoka · Cerezo Osaka · Fagiano Okayama · FC Tokyo · Gamba Osaka · Kashima Antlers · Kashiwa Reysol · Kawasaki Frontale · Kyoto Sanga · Machida Zelvia · Nagoya Grampus · Sanfrecce Hiroshima · Shimizu S-Pulse · Shonan Bellmare · Tokyo Verdy · Urawa Reds · Vissel Kōbe · Yokohama FC · Yokohama F·Marinos |                |

| Squadre di calcio vincitrici della Coppa delle Coppe dell'AFC - Cronologia | Squadre di calcio vincitrici della Coppa delle Coppe dell'AFC - Cronologia |
| --- | -------------------------------------------------------------------------- |
| Persepolis (1991) · Nissan Motors (1992, 1993) · Al-Qadisiya (1994) · Yokohama Flügels (1994-1995) · Bellmare Hiratsuka (1995) · 1996 · Al-Hilal (1997) · Al-Nassr (1998) · Al-Ittihad (1999) · Shimizu S-Pulse (2000) · Al-Shabab (2001) · Al-Hilal (2002) |                                                                            |